# Сергокала
Сергокала (дарг. Сергокъала) — село в Республике Дагестан. Административный центр Сергокалинского района и Сергокалинского сельсовета.

## География
Селение расположено на левом берегу реки Какаозень, в 65 км к югу от города Махачкала и в 28 км к юго-западу от Избербаша.
Климат
Климат Сергокалы — умеренно континентальный. В селе несколько прохладнее, чем на побережье Каспийского моря из-за большой высоты над уровнем моря. Зима мягкая, с неустойчивым снежным покровом, лето умеренно-жаркое.

## Этимология
Сергокала названа в честь грузинского революционера — Серго Орджоникидзе. Первоначальное название села и местности — Дешлагар (дарг. Дершлахӏяр), связано с кустарником гордовины, которым были покрыты склоны близлежащих гор. Дерш — «гордовина», хӏяр — «откос».

## Население
| 1895  | 1926  | 1939  | 1959  | 1970  | 1979  | 1989  |
| ----- | ----- | ----- | ----- | ----- | ----- | ----- |
| 244   | ↗647  | ↗1814 | ↗4026 | ↗4661 | ↗4825 | ↗5470 |
| 2002  | 2010  | 2021  |       |       |       |       |
| ↗7627 | ↗8143 | ↗8803 |       |       |       |       |

Моноэтничное (99 %) даргинское село

## История
Дешлагар и Губден
До XIX века территория Дешлагара (Сергокалы) являлась частью одного большого села Губден. Во время Кавказской войны, из Губдена шёл постоянный поток перебежчиков на сторону имама Шамиля.
Письмо генерала Г. Орбелиани к князю Воронцову:
Шамиль по возвращении из Галашки, предался покою и молитвам, но его агенты деятельно заняты развозкою прокламаций по Табасарани и даже в Шамхальстве, в особенности в Губдене, жители которой безнаказанно предались грабежам и разбоям, так что теперь мимо этой деревни никто не решается ездить. Если жители Губдена не образумятся, то позвольте, Ваша Светлость, наказать их так, чтоб дети не могли там отыскать жилища своих отцов. Это послужит самым полезным примером и поучительным уроком всему здешнему краю на много лет.
По этой причине, царские власти требовали их выдачи при приходе в селение, но губденцы этого не сделали. Имеется письмо князя Воронцова Чернышеву, относящееся к этому времени, в котором Губден обвиняется в измене. Речь идёт о некоторых буйных губденцах, которые участвовали на стороне Шамиля:
«Находя однако же неудобным оставлять вовсе без взыскания Даргинское общество, я приписал ему, генералу [Бебутову]: а) Потребовать выдачи тех лиц, которые содействовали призыву Шамиля, если они остались в своих селениях; б) Возложить на жителей снабжение и перевозку продовольствия для войск, которые по обстоятельствам потребовались бы, чтобы двинуться на Акушу, а также расчистку просек и исправление нескольких важнейших дорог; в) В виде наказания отдать безвозмездно необходимые пастбищные и пакостные места Самурскому полку, ближайшей вновь образованной штаб-квартире, принадлежащих частью изменившему нам селению Губден»
Отказ жителей Губдена послужил основанием для наказания: были отобраны их пахотные, покосные и пастбищные земли, расположенные в Дешлагаре и переданы Самурскому полку. Царская власть этим хотела внушить народам Дагестана, что любое их антирусское проявление не останется безнаказанным. Они отбирали земли горцев и без всякого повода отдавали их русским переселенцам, чиновникам, военным, угодным им местным феодалам.
Военное поселение
В 1846 году в Дешлагаре была построена штаб-квартира 83-го Самурского пехотного полка, где солдаты проходили военную службу и усмиряли горцев. Дешлагар располагался в живописном месте у выхода с гор ущелья Ая-Кака. Здесь построили крепость, сторожевую башню, складские помещения, конюшню, гауптвахту, церковь, здание казармы на 1500 человек, канцелярию полковника.
Конфликт вокруг земель
Позже произошло крупное восстание солдат Самурского полка в Дешлагаре, после которого жители слободы постепенно рассеялись и покинули край, а даргинцы вновь начали заселять его. С 1870-х годов во владениях даргинцев (губденцев) ещё находилась некоторая часть территории Дешлагара. Земельные угодья были расположены между селением Губден и штаб-квартирой в Дешлагаре. Губденцы (даргинцы) их называют — Дершлабах, Ургабил, Хӏягунаг и Пилаул, а последние три ряда гор — Диква. Губденское общество представляла возможность давать эти земли соседям в такие периоды года, в которые они не нуждались в них. Этими избыточными угодьями преимущественно пользовались горские даргинские общества, нуждавшиеся в пастбищах, в частности, Мекегинское, Акушинское, Цудахарское и др.
Спустя некоторое время даргинцы стали претендовать на эти земли и строить на этих территориях свои хижины и шалаши. 27 апреля 1867 года губденцы сожгли эти хижины и прогнали даргинцев в горы. Последние обратились с жалобой к окружному управлению. Пока жалоба рассматривалась, акушинский кадий обратился к даргинцам с призывом собраться с оружием для выхода против губденцев. В Дешлагаре собрались даргинцы и губденцы для разрешения конфликта. Но увидев скот на своих посевах, губденцы погорячились и вопреки уговорам стариков, вновь разрушили и предали огню шалаши, хижины и заготовленный лес, отобрали оружие и топоры для возмещения убытков от потрав посевов.
Даргинцы нашли самоуправство губденцев удобным поводом для выдвижения своих претензий на губденские земли. Теперь они требовали уже земель намного больше, чем они пользовались. Даргинский кадий пошел, можно сказать, на неоправданные меры, крайние меры. Он обратился к народу выйти на урочище Дешлагар, взяв с собой съестных припасов на неделю. 11 мая 1867 года в Дешлагаре, в местности Диква собрались жители Акушинского, Цудахарского, Мекегинского, Усишинского и Сюргинского обществ. Но сюргинский и усишинский кадии вернули своих земляков домой, узнав, что народ созван без согласия начальства округа. Остальные направились к границе губденских земель. Со стороны даргинцев собрались более полутора тысяч человек. В это время поступило требование начальника Даргинского округа разойтись по домам. 13 мая утром они разошлись, не причинив никому вреда. В тот же день даргинцы с акушинским кадием явились к начальнику округа с повинной и просили простить им их необдуманный поступок. Так принятыми властями мерами был предотвращен опасный конфликт. Вскоре возник конфликт с даргинцами в Дешлагаре. В материалах отмечается, что жители слободы Дешлагар уничтожили пограничные знаки, распахивали спорную и бесспорную землю губденскую землю. До 1908 года они несколько раз придвигали границу в глубь губденской земли. Разумеется, что губденцы даргинцы не могли примириться с таким произволом. В 1909 году они распахали свою землю, на которую без всякого основания претендовали даргинцы, за что в административном порядке были посажены в тюрьму 18 губденцев. Таким образом, власти пренебрегли справедливостью и открыто встали на сторону даргинцев. Но губденцы придавали большое значение земельным вопросам и благодаря влиятельному адвокату Б. К. Далгату вернули себе свои земли.
В исковом заявлении Бакинскому окружному суду Б. К. Далгат написал письмо. Бакинский окружной суд в итоге решил вопрос по всем пунктам в пользу губденского общества.
Завладев обширным пространством губденской земли, на которую никогда никаких прав даргинцы не имели и которой Губденское общество владело на правах собственности на протяжении многих земских давностей, когда не существовало даже и самой слободы Дешлагар, образовавшейся, главным образом, из отставных солдат Самурского полка, для нужд которого была занята временно, а затем и присвоена казной губденская земля, отданная в надел слободе в 1898 году.
В 1916 году возникло ещё одно дело по земельному вопросу. Теперь речь шла о разделе 125 рублей между обществами Губден, Акуша, Цудахар, Мекеги, Усиша и др., полученные от властей за землю, отчужденную на караульный дом в местности Диква. Слушание дела в Темир-Хан-Шуринском окружном словесном суде было назначено на 24 ноября 1915 года. Но поверенные последних сельских обществ попросили перенести рассмотрение вопроса, поскольку они не имели с собой документов, подтверждающих их права на получение своей доли из 125 рублей. Эту просьбу сочли обоснованной и рассмотрение дела было перенесено. Состоялось новое заседание окружного суда 19 января 1916 года. На этом заседании выступили поверенные селений Акуша, Цудахар, Мекеги, Усиша, Муги, Сана-махи, Кадани-махи, Куппа и др. Поверенные этих сел и на второе заседание пришли без документов, подтверждающих их право на долю денег. Поэтому они вновь стали просить перенести рассмотрение дела, обещая представить документы, что и было сделано. 18 апреля 1916 года состоялось третье заседание. Изучая представленные документы, суд пришел к выводу, что местность Диква, Пилив, Дузлагар и Дешлагар составляют собственность губденцев и даргинцы имеют на Диква и Пилив некоторые условные, временно установившиеся права. Поэтому претензии даргинских сёл на часть из 125 рублей безосновательны. Отсюда решение окружного суда, что нужно "признать спорные между даргинцами и губденцами 125 рублей подлежащими выдаче губденцам как владельцами собственности, то есть местности Диква.
1917—1918 годы в ходе гражданской войны большая часть мужского населения Губдена, сражаясь с белоказаками погибла, в результате чего главенство в Дешлагаре перехватили даргинцы и основали село.
В 1929 году село было переименовано в Коркмаскалу — в честь видного общественного, государственного и политического деятеля, профессионального революционера, руководителя революционного движения в Дагестане Дж. Коркмасова. В 1937 году Коркмасов был арестован и расстрелян, в связи с чем село было переименовано в Сергокалу — в честь Серго Орджоникидзе.

## Известные уроженцы, жители
- Абакаров, Магомед Идрисович — российский учёный – экономист, доктор экономических наук, профессор Дагестанского государственного университета
- Магомедова, Ханум Магомедовна — Герой Социалистического Труда, родом из Урахи
- Караев, Руслан Гаджиевич — борец вольного стиля, неоднократный обладатель Кубка мира, призёр чемпионатов Европы.
- Нурбагандов, Магомед Нурбагандович — младший лейтенант полиции, герой России, автор крылатой фразы «Работайте, братья!».